# Bismutato di sodio
Il bismutato di sodio è il sale di sodio del bismuto a numero di ossidazione +5.

A temperatura ambiente si presenta come un solido giallo inodore e insolubile in acqua. Il composto, difficile da ottenere puro, si prepara per ossidazione dell'idrossido di bismuto(III) con ipoclorito sodico in ambiente basico:
Bi(OH)3 + NaClO + OH–  →  NaBiO3 + Cl–  + 2 H2O
In ambiente acido è un potente ossidante E° = 1,70 V. Difatti può essere utilizzato per preparare permanganato per ossidazione di Mn(II).